# قناة مكان
مكان 33 (بالعبرية: מכאן 33) هي قناة تلفزيونية عامة في إسرائيل موجهة للجمهور العربي، تم إنشائها بدلا من هيئة الإذاعة الإسرائيلية. تم إطلاق القناة في مايو 2017 بعد دمجها مع قناة 33 الإسرائيلية .

## تاريخ القناة
تأسس التلفزيون الإسرائيلي في 24 مارس 1966، تم إيقاف البث العربي على القناة الأولى في عام 2002 ونقل البث إلى القناة العربية التابعة لهيئة الإذاعة الإسرائيلية ، انتقل البث إلى قناة 33 و تم تأسيس هيئة البث الإسرائيلية عام 2015 وفقا للقانون الذي صودق عليه عام 2014 . كانت هيئة البث الإسرائيلية تدير قناة تلفزيونية واحدة وثمان اذاعات، وستدير السلطة الجديدة العدد ذاته.
تم إطلاق القناة في 15 مايو 2017 وتحل محل القناة 33 التي تم دمجها مع قناة مكان 33 . تبث القناة كل يوم من الساعة 11:00 إلى الساعة 24:00 (وفي في عطلة نهاية الأسبوع السبت من الساعة 9:00 ) ، ثم ينتقل البث المباشر على قناة الراديو ( راديو مكان ) الناطق بالعربية والتابع لهيئة البث العامة الإسرائيلية .

## انظر ايضاً
- وسائل الإعلام الإسرائيلية

## وصلات خارجية
- الموقع الرسمي